# Siemens-Orchester Erlangen

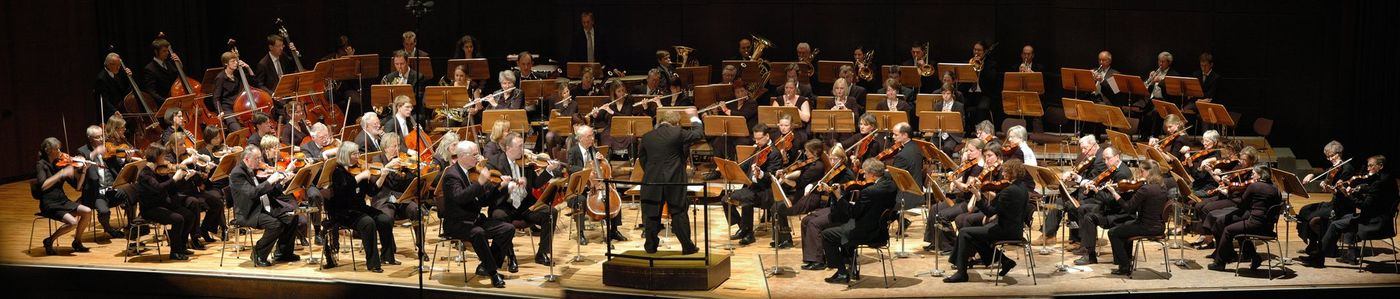
Siemens-Orchester Erlangen in der Heinrich-Lades Halle

1948 entwickelte sich aus einem Streichquartett ein Kammerorchester, das 1950  zum ersten Mal als Siemens-Orchester Erlangen konzertierte. Inzwischen zählt es 80 Mitwirkende, spielt in symphonischer Besetzung und ist ein fester Bestandteil des kulturellen Lebens der Universitäts- und Siemensstadt. Neben Konzerten in Erlangen gastiert das Orchester in der Region und im Ausland. Die Mitglieder setzen sich auch heute noch zu einem überwiegenden Teil aus Mitarbeitern oder Angehörigen des Konzerns zusammen. Das Orchester ist als selbständiger und gemeinnütziger Verein selbstfinanziert und Mitglied der Freizeitgemeinschaft Siemens Erlangen und des Bundesverbands Deutscher Liebhaberorchester.

## Zielsetzung
Alle Mitglieder spielen ehrenamtlich und unentgeltlich. Das Siemens-Orchester Erlangen tritt regelmäßig in der Stadthalle, der Heinrich-Lades-Halle, sowie – openair – im Park der Siemens Sport- und Freizeitanlage auf. Kinder-, Jugend-, Familien- und Kirchenkonzerte sowie öffentliche oder private Festveranstaltungen runden die Tätigkeitspalette des Orchesters ab. Musikalisch wird ein breites Spektrum von der Klassik über zeitgenössische Werken bis zu gehobener Unterhaltungsmusik abgedeckt.

## Geschichte
Als Kammerorchester gab der Verein 1950 sein erstes Konzert. In den letzten Jahrzehnten hat es sich zu einer sinfonischen Besetzung entwickelt. Seit 2005 veranstaltet das Siemens-Orchester Erlangen regelmäßig Kinder- und Familienkonzerte in Erlangen und in der Region.
Auch Konzerte mit verschiedenen Chören, Benefiz- und Neujahrskonzerte, so u. a. in Arnstein sowie Gastkonzerte 1990 in Budapest, 2002 in München, 2003 in Wien und in der Region u. a. in Forchheim, Amberg, Nürnberg oder Fürth zeugen von der Vielfalt der musikalischen Aktivitäten des Orchesters.
Im Juni  2015  porträtierte der Bayerische Rundfunk im Rahmen von BR-Klassik "Mittagsmusik" in der Themenwoche "Werksorchester in Bayern" in einer vielbeachteten Sendung das Siemens-Orchester Erlangen.

## Dirigenten
- 1948–1956 Rudolf Streich
- 1956–1986 Robert Seiler
- 1986–1999 Franz Killer
- 1999–2024 Lukas Meuli
- seit 2024 Stephanie Martin

## Konzerte mit prominenten Solisten
- Veronika Eberle, Violine – 2002
- Cornelia Götz, Sopran – Galakonzert 2004
- Sebastian Manz, Klarinette – 2004/2005
- Beatrice Berthold, Klavier – 2007
- Anke Schittenhelm[8], Violine – 2008
- Andreas Gruber, Trompete – 2009
- Florian Prey, Bariton – 2010
- András Turi, Cimbalom – 2022[9]

## Uraufführungen
- Karola Obermüller: Five scents of red, Auftragskomposition für das 50-jährige Bestehen des Orchesters – 2001
- Willi März: Die Vogelhochzeit – in different fashions, Vom Wiener Walzer bis zu Techno – München 2002
- Christoph Theiler: trazoMiana[10] – 2006
- Sergio Cárdenas: Kadenzen zu Beethoven's Violinkonzert[11] – 2008
- Walter von Goethe: Ouvertüre zur Oper "Stradella" – Der Flüchtling (1838) – 2011
- Rebecca Trescher: Green Day, Danach, Luftrillen, Where we go[12] – 2019
- Mareike Wiening: Shifting perspective, Auftragskomposition für das 75-jährige Bestehen des Orchesters - 2025
- Walter Steffens: Das jüngste Gericht, Auftragskomposition für das 75-jährige Bestehen des Orchesters - 2025

## Erstaufführungen
- Johann Strauss (Vater): Radetzky-Marsch – Urfassung – 2002 Deutsche Erstaufführung
- Johann Strauss (Vater): Contredances nach beliebten Motiven aus Meyerbeer's "Robert der Teufel" – 2004
- Edward Elgar: Orchesterfassung der 1. Orgelsonate von Anthony Addison – 2008 Welterstaufführung
- Robert Schumann: Bilder aus Osten op. 66 – Orchesterfassung von Carl Reinecke – 2015